# کلیفرد هاسبندز
کلیفرد هاسبندز (انگلیسی: Clifford Husbands؛ زادهٔ ۵ اوت ۱۹۲۶ – درگذشته ۱۱ اکتبر ۲۰۱۷) یک سیاست‌مدار و قاضی اهل باربادوس بود. وی فرماندار کل باربادوس از ۱ ژوئن ۱۹۹۶ تا ۳۱ اکتبر ۲۰۱۱ بود. کلیفرد هاسبندز در ۱۱ اکتبر ۲۰۱۷، در سن ۹۱ سالگی بر اثر سکته قلبی درگذشت.